# Schiemann-reactie
De Schiemann-reactie, ook Balz-Schiemann-reactie genoemd, is een organische reactie voor de fluorering van een aromatische verbinding. Ze is vernoemd naar de Duitse scheikundigen Günther Schiemann en Günther Balz.
De Balz-Schiemann-reactie vertrekt van een aromatisch amine (1). In tetrafluorboorzuur vormt het in een tussenstap een relatief stabiel diazonium tetrafluorboraat (2). Dit diazoniumzout kan uit het reactiemengsel neergeslagen worden (bij een aantal varianten van de reactie is dit niet nodig). Bij verwarming ervan geeft het kation hiervan stikstof vrij en onttrekt een fluoride aan het tetraboraat-anion, wat resulteert in het arylfluoride (3) en (zeer toxisch) boortrifluoridegas:
Voorbeelden van de Schiemann-reactie zijn de vorming van fluorbenzeen uit aniline of de vorming van 2,4-difluortolueen uit 2,4-tolueendiamine.
De reactie wordt onder andere gebruikt bij de synthese van pesticiden die een alkylfluorbenzeengroep bevatten.